# Сакликєнт
Сакликєнт — зимовий курорт у Туреччині, за 45 кілометрів від Анталії та за 60 кілометрів від аеропорту Анталії. Тут можна кататися з листопада по травень. Саме слово «Сакликєнт» у перекладі з турецької означає «приховане місто». 
Гірськолижний курорт Сакликєнт має один двомісний крісельний підйомник та один T-подібний підйомник.
Кількість сонячних днів на курорті досягає 50-60 днів за весь сезон. Середня товщина снігу на гірськолижному курорті Сакликєнт становить 100-200 см, а на вершині іноді досягає 4 метрів. Курорт створений на території Національного парку Сакликєнт, який став центром туризму для любителів трекінгу, альпінізму та пікніків. 